# Hawke's Bay Rugby Union
Maillots
Actualités
Dernière mise à jour : 7 août 2025.
Hawke's Bay Rugby Football Union est la fédération de rugby à XV pour la région de Hawke's Bay en Nouvelle-Zélande.
Son équipe fanion, les Hawke's Bay Magpies, évolue dans le championnat des provinces, le NPC. Certains de ses joueurs disputent le Super Rugby avec les franchises néo-zélandaises, les Hurricanes, Chiefs, Highlanders, Crusaders ou Blues.

## Historique

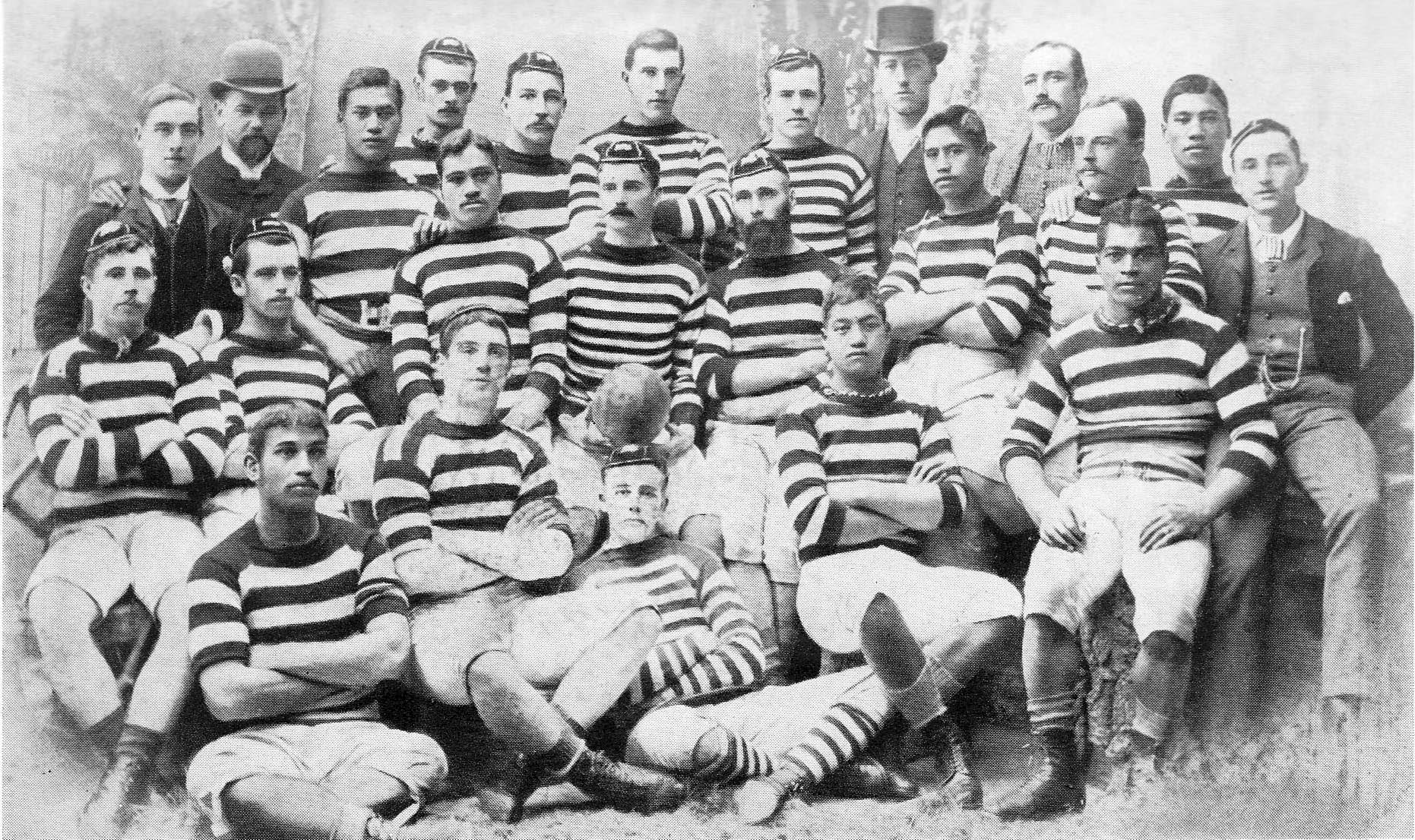
Les Hawke's Bay Magpies en 1889.

Lors de la dernière rencontre de la saison régulière de NPC 2023, Hawke's Bay parvient à battre Wellington à l'extérieur et s'adjuge alors le Ranfurly Shield, un an après l'avoir perdu contre ce même adversaire. Peu de temps après avoir remporté ce match, Hawke's Bay se retrouve au centre d'une polémique après avoir cassé le trophée du Ranfurly Shield et après qu'une substance blanche, ressemblant possiblement à de la drogue, a été photographiée sur ce dernier. La Fédération néo-zélandaise a donc ouvert une enquête,. Quelques jours plus tard, le réparateur du bouclier annonce que la poudre blanche serait du plâtre dont il se serait servi auparavant pour l'entretien de ce dernier. Quelques semaines après ces faits, l'équipe s'incline pour la première finale de NPC de son histoire contre Taranaki sur le score de 22 à 19.

## Palmarès
- NPC : finaliste en 2023.
- NPC deuxième division (10) : 1979 (Île du Nord), 1988, 1990, 2001, 2002, 2003, 2005, 2011, 2015, 2020.
- Ranfurly Shield (7) : 72 défenses victorieuses.

## Effectif 2025
| Piliers - Joe 'Apikotoa - Lolani Faleiva - Tim Farrell - Lachie Gunson - Hadlee Hay-Horton - Pouri Rakete-Stones (en) - Isaac Salmon (en) - Joshua Smith (en) Talonneurs - Jacob Devery (en) - Dylan Homan - Kianu Kereru-Symes (en) - Valentino Taito Deuxièmes lignes - Geoff Cridge (en) - Hunter Morrison - Tom Parsons (en) - Isaia Walker-Leawere (en) | Troisièmes lignes - Miracle Fai'ilagi - Cooper Flanders - Devan Flanders (en) - Frank Lochore - Jeriah Mua - Hugh Renton (en) - Sam Smith - Mikaele Tapili Demis de mêlée - Ere Enari - Folau Fakatava - Kade Manuel Demis d'ouverture - Harry Godfrey (en) - Lincoln McClutchie (en) - Will Cole | Centres - Nick Grigg (en) - Kienan Higgins - Le Roux Malan - Anaru Paenga-Morgan - Lukas Ripley (en) Ailiers - Neria Fomai - Jonah Lowe (en) - Kere Penitito - Andrew Tauatevalu Arrières - Zarn Sullivan (en) |

## Joueurs emblématiques
- Paul Cooke
- Jarrod Cunningham (en)
- Israel Dagg
- Bill Davis
- Ben Franks
- Jimmy Mill
- Brodie Retallick
- Chase Tiatia (en)
- Lolagi Visinia
- Brad Weber